# Robert (priimek)
Robert je priimek več oseb:
- André-Henri Robert, francoski general
- Georges-Louis-Marie Robert, francoski general
- Louis-Albert-Pierre Robert de Saint-Vincent, francoski general